# کاندینسکی ۲۶۶۲
سیارک ۲۶۶۲ (به انگلیسی: 2662 Kandinsky، نامگذاری:4021P-L) دو هزار و ششصد و شصت و دومین سیارک کشف شده‌است که در ۲۴ سپتامبر ۱۹۶۰ کشف شد.
قدر مطلق سیارک برابر ۱۴٫۴۰ است.